# ウェブスリンガーズ:スパイダーマン・アドベンチャー
ウェブスリンガーズ:スパイダーマン・アドベンチャー (WEB SLINGERS: A Spider-Man Adventure) は世界のディズニーパークの「アベンジャーズ・キャンパス」内に位置する3Dライドタイプのアトラクションである。

## このアトラクションが存在するパーク
- ディズニー・カリフォルニア・アドベンチャー（ディズニーランド・リゾート）
- ウォルト・ディズニー・スタジオ・パーク（ディズニーランド・パリ）

## 概要
2009年にウォルト・ディズニー・カンパニーがマーベル・エンターテインメントを買収した際にディズニーはディズニーパークにマーベル関連を登場させることを発表していた。そのため香港ディズニーランド（香港ディズニーランド・リゾート）には「アイアンマン・エクスペリエンス」をはじめとするアトラクションが次々と出来ていった。
マーベル・シネマティック・ユニバースの「スパイダーマン」をテーマにした3Dライドタイプのアトラクション。『スパイダーマン』をテーマにしたアトラクションは、アイランズ・オブ・アドベンチャーに存在する「アメイジング・アドベンチャー・オブ・スパイダーマン」に続き二つ目であるが、ユニバーサルパークのアトラクションはマーベル・コミックのスパイダーマンをもとにしているのに対し、このアトラクションはマーベル・シネマティック・ユニバースのスパイダーマンをテーマにしている。また、ユニバーサルパークのアトラクションと異なり、このアトラクションには身長制限がないものになる。映画でスパイダーマンを演じたトム・ホランドがこのアトラクションでもピーター・パーカー / スパイダーマンとして登場する。

## ストーリー
トニー・スタークが設立した「ワールドワイド・エンジニアリング・ブリゲード（Worldwide Engineering Brigade）」、略して「WEB」と呼ばれる施設。そこに招待されたゲストはピーター・パーカー / スパイダーマンが発明したスパイダーボットの発表会を見学するも、スパイダーボットが操作不能になって増殖しながら暴走。そこで、スパイダーマンからウェブスリングのスキルを学び、アベンジャーズ・キャンパス内を増殖しながら暴走しているスパイダーボットをつかまえることに。最新の発明であるWEBスリンガービークルに乗り、3Dグラスを付け試乗を促されるのだったが…。

## 各施設の紹介

### カリフォルニア・アドベンチャー
| ウェブスリンガーズ:スパイダーマン・アドベンチャー WEB SLINGERS: A Spider-Man Adventure | ウェブスリンガーズ:スパイダーマン・アドベンチャー WEB SLINGERS: A Spider-Man Adventure | ウェブスリンガーズ:スパイダーマン・アドベンチャー WEB SLINGERS: A Spider-Man Adventure | ウェブスリンガーズ:スパイダーマン・アドベンチャー WEB SLINGERS: A Spider-Man Adventure |
| -------------------------------------------------------------------------------------- | -------------------------------------------------------------------------------------- | -------------------------------------------------------------------------------------- | -------------------------------------------------------------------------------------- |
| ウェブスリンガーズ:スパイダーマン・アドベンチャー                                      |                                                                                        |                                                                                        |                                                                                        |
| オープン日                                                                             | オープン日                                                                             | 2021年6月4日                                                                           | 2021年6月4日                                                                           |
| スポンサー                                                                             | スポンサー                                                                             | なし                                                                                   | なし                                                                                   |
| 利用制限                                                                               |                                                                                        | なし                                                                                   | なし                                                                                   |
| ファストパス                                                                           | ファストパス                                                                           |                                                                                        | ○                                                                                      |
| シングルライダー                                                                       | シングルライダー                                                                       |                                                                                        | 対象外                                                                                 |

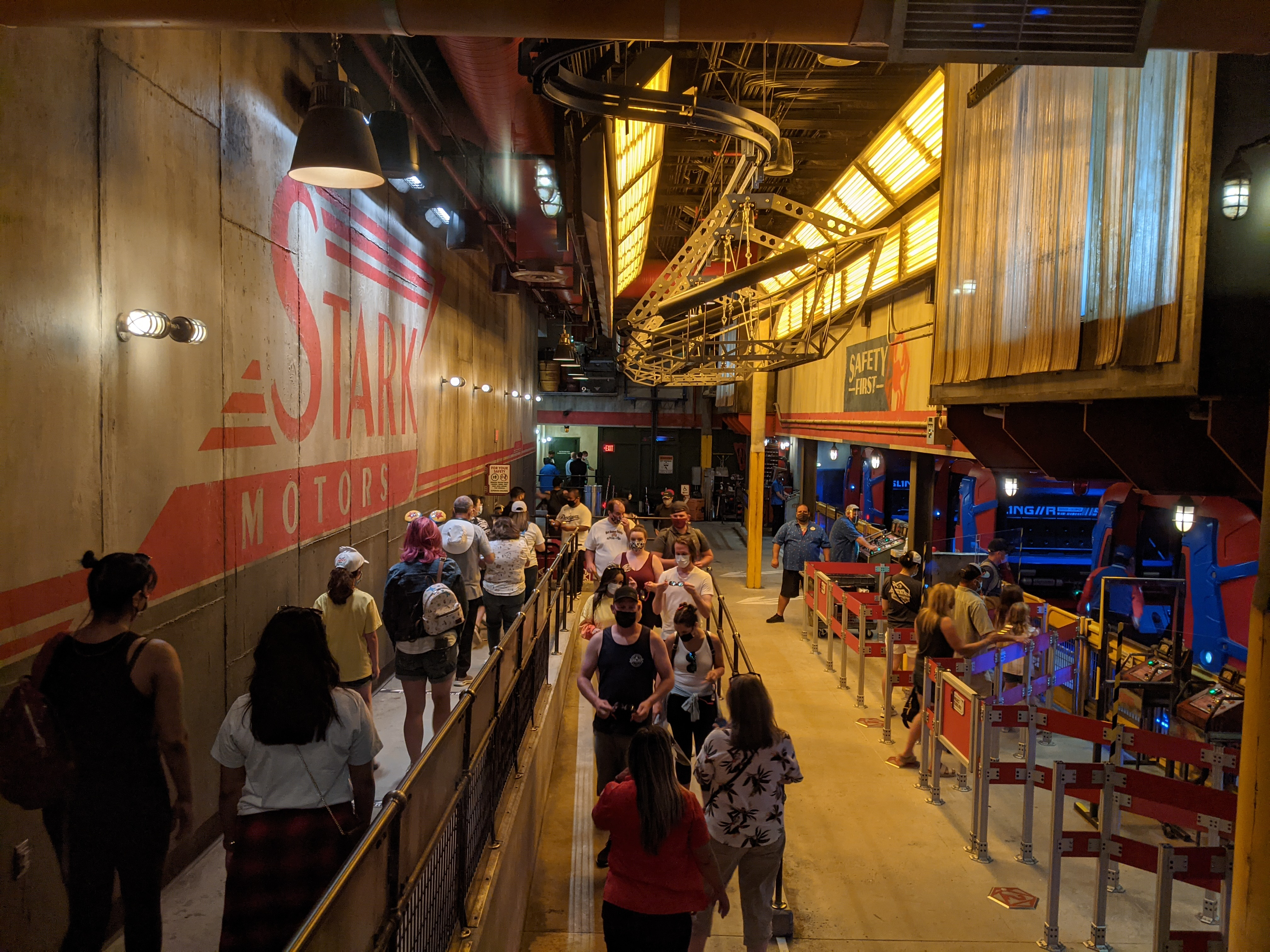
キューラインと乗り物

2021年6月4日オープンのアベンジャーズ・キャンパスの一部としてオープン。

### ウォルト・ディズニー・スタジオ・パーク
| スパイダーマン・ウェブアドベンチャー Spider-Man W.E.B. Adventure | スパイダーマン・ウェブアドベンチャー Spider-Man W.E.B. Adventure | スパイダーマン・ウェブアドベンチャー Spider-Man W.E.B. Adventure | スパイダーマン・ウェブアドベンチャー Spider-Man W.E.B. Adventure |
| ---------------------------------------------------------------- | ---------------------------------------------------------------- | ---------------------------------------------------------------- | ---------------------------------------------------------------- |
| オープン日                                                       | オープン日                                                       | 2022年7月20日                                                    | 2022年7月20日                                                    |
| スポンサー                                                       | スポンサー                                                       | なし                                                             | なし                                                             |
| 利用制限                                                         |                                                                  | なし                                                             | なし                                                             |
| ファストパス                                                     | ファストパス                                                     |                                                                  | ○                                                                |
| シングルライダー                                                 | シングルライダー                                                 |                                                                  | 対象外                                                           |

2022年7月20日にオープンしたアベンジャーズ・キャンパスの一部としてオープン。ここではスパイダーマン・ウェブアドベンチャー（Spider-Man W.E.B. Adventure）の名称となっている。